# Konojad
Konojad – wieś w Polsce położona w województwie wielkopolskim, w powiecie grodziskim, w gminie Kamieniec.
Na zachód i południe od wsi przepływa Mogilnica. Na południe od Konojadu przebiega droga wojewódzka nr 308 oraz tory linii kolejowej Kościan - Grodzisk Wlkp.

## Pochodzenie nazwy
Nazwa wsi pochodzi najprawdopodobniej od jedzenia koniny. Według podania zanotowanego przez Oskara Kolberga, swoje konie mieli tu zjeść Szwedzi w czasie "potopu", gdy zabrakło im innego jedzenia. Jest to mało prawdopodobne, ponieważ nazwa Konojad występuje już wcześniej. Niedaleko na południe od Konojadu na znaleziono grób wojownika z pierwszego tysiąclecia naszej ery, przy którym znajdowały się ślady rytualnej uczty, w trakcie której spożywano koninę i stąd można wywodzić aktualną nazwę miejscowości.

## Historia
Prawdopodobnie przed 1235 r. wieś została posiadłością biskupów poznańskich w kluczu poznańskim. Traktowana była zwyczajowo jako uposażenie biskupa sufragana.
Konojad był wzmiankowany w 1380 roku. Należał do biskupów poznańskich do 1797 roku. Po konfiskacie majątków kościelnych własność Lüttichauów, Reinhardtów i Kurtzów.
Wieś Konoiad położona była w 1581 roku w powiecie kościańskim województwa poznańskiego.
W okresie Wielkiego Księstwa Poznańskiego (1815-1848) miejscowość wzmiankowana jako Konojad należała do wsi większych w ówczesnym pruskim powiecie Kosten rejencji poznańskiej. Konojad należał do okręgu czempińskiego tego powiatu i stanowił odrębny majątek, którego właścicielem był wówczas (1846) Kurtrz. Według spisu urzędowego z 1837 roku Konojad liczył 377 mieszkańców, którzy zamieszkiwali 40 dymów (domostw).
W 1854 r. za poradą Dezyderego Chłapowskiego tutejszy majątek zakupił Jan Kanty Działyński za posag swej żony, Izabelli z Czartoryskich; później do 1939 r. była to własność Czartoryskich z Gołuchowa.
W Konojadzie powstało najstarsze w tej części Wielkopolski kółko rolnicze, które 1867 roku założył ks. Tomicki.
Pod koniec XIX wieku Konojad liczył 57 dymów i 437 mieszkańców-katolików. Właścicielem majątku była wtedy hrabina Izabella Działyńska z Czartoryskich. Dobra liczyły 2007 mórg, 8 domostw i 53 mieszkańców.
W latach 1954–1968 wieś należała i była siedzibą władz gromady Konojad, po jej zniesieniu w gromadzie Wolkowo. W latach 1975–1998 miejscowość położona była w województwie poznańskim.

## Budynki
Zabudowa wsi rozłożyła się zasadniczo wzdłuż trzech mniej więcej równoległych ulic. W centrum wznosi się zabytkowy kościół św. Andrzeja z roku 1854. Pierwotny fundowany był w XIII wieku.
Na wschód od kościoła znajduje się teren parku krajobrazowego, gdzie do 1994 roku stał piętrowy dwór, który został rozebrany i na jego miejscu powstał budynek szkoły, do którego uczęszczają uczniowie z okolicznych miejscowości.

## Turystyka
W odległości około 2 km na południe od Konojadu, przy drodze Kościan - Grodzisk znajduje się grupa kurhanów, którą przyjęło się nazywać "Wielkopolskimi piramidami".
W Konojadzie kończy się żółty znakowany szlak pieszy z Wilkowa Polskiego.